# IC 942
IC 942 је елиптична галаксија у сазвјежђу Велики медвјед која се налази на листи објеката дубоког неба у Индекс каталогу.
Деклинација објекта је + 56° 37' 19" а ректасцензија 13h 47m 41,1s. Привидна величина (магнитуда) објекта IC 942 износи 14,3 а фотографска магнитуда 15,3. IC 942 је још познат и под ознакама MCG 10-20-31, CGCG 295-13, NPM1G +56.0162, PGC 48903.